# Männamaa
Männamaa − wieś w Estonii, w prowincji Hiuma, w gminie Käina.